# Деполимеризация
Деполимеризация — процесс превращения полимера в мономер или смесь мономеров. Все полимеры подвержены деполимеризации при высоких температурах, как следствие роста энтропии.

## Предельная температура
Склонность полимеров к деполимеризации определяется их предельной температурой. При этой температуре энтальпия полимеризации равна росту энтропии при деполимеризации. При температуре выше предельной скорость деполимеризации превышает скорость полимеризации, что подавляет формирование полимера.
| Полимер             | Предельная температура (°C) | Мономер         |
| ------------------- | --------------------------- | --------------- |
| полиэтилен          | 610                         | CH2=CH2         |
| полиизобутилен      | 175                         | CH2=CMe2        |
| полиизопрен         | 466                         | CH2=C(Me)CH=CH2 |
| полиметилметакрилат | 198                         | CH2=C(Me)CO2Me  |
| полистирол          | 395                         | PhCH=CH2        |
| политетрафторэтилен | 1100                        | CF2=CF2         |